# Uranophora broadwayi
Uranophora broadwayi är en fjärilsart som beskrevs av William Schaus 1896. Uranophora broadwayi ingår i släktet Uranophora och familjen björnspinnare. Inga underarter finns listade i Catalogue of Life.